# Neuvy-le-Roi

Neuvy-le-Roi este o comună în departamentul Indre-et-Loire, Franța. În 1 ianuarie 2022 avea o populație de 1.061 de locuitori.